# Gare de Gravelines
La gare de Gravelines est une gare ferroviaire française de la ligne de Coudekerque-Branche aux Fontinettes, située sur le territoire de la commune de Gravelines dans le département du Nord, en région Hauts-de-France. 
C'est une gare de la Société nationale des chemins de fer français (SNCF), desservie par des trains TER Hauts-de-France.

## Situation ferroviaire
Établie à 4 mètres d'altitude, la gare de Gravelines située au point kilométrique (PK) 23,566 de la ligne de Coudekerque-Branche aux Fontinettes, entre les gares ouvertes de Bourbourg et de Beau-Marais.

## Histoire
Gravelines était autrefois reliée à Saint-Omer par la ligne de Watten - Éperlecques à Bourbourg, qui fut transférée sur route par décision ministérielle du 26 décembre 1938.
Le bâtiment voyageurs de la gare, pour ses façades et toitures, fait l’objet d’une inscription au titre des monuments historiques depuis le 14 février 1995. Il a la particularité d'être réalisé en pans de bois hourdés de briques avec un bardage recouvrant les étages supérieurs et les murs transversaux. À l'origine, les planches de la façade côté rue couvraient aussi le rez-de-chaussée. Le choix du bois pour la gare et les immeubles avoisinants, s'explique par son emplacement dans le glacis de la citadelle. Cet aspect particulier lui valut le surnom de « gare Western ».

## Service des voyageurs

### Accueil
Gare SNCF, elle dispose d'un bâtiment voyageurs, avec guichet, ouvert tous les jours.

### Desserte
Gravelines est desservie par des trains TER Hauts-de-France qui effectuent des missions entre les gares de Dunkerque et de Calais-Ville.

### Intermodalité
Un parking pour les véhicules y est aménagé. La gare est desservie par la ligne 26 du réseau DK'Bus.
Un abri pour vélos d'une capacité de 16 places est également présent.

## Travaux de modernisation
Le trafic TER a été suspendu le 9 décembre 2012 pour des travaux de modernisation de la ligne Calais - Dunkerque: Travaux sur ouvrages d'art, de voies (rails désormais en Longs Rails Soudés (LRS), ballast, traverses), d'électrification en 25 kV - 50 Hz, de modernisation des passages à niveau et de signalisation et de la pose de protections acoustiques. Des vérifications et essais débuteront au deuxième trimestre 2014 avant la réouverture de la ligne au dernier trimestre. Aujourd'hui la ligne est ouverte ainsi que la gare.